# 羊城晚报报业集团
羊城晚报报业集团是中国广州市的一家报业集团，广东省委宣传部代管，成立于2000年，拥有“五报”（《羊城晚报》《新快报》《广东建设报》《可乐生活》《羊城体育》）、“两刊”（《优悦生活》《秋光》）、“两网”（金羊网、 新快网）、“羊城派”新闻客户端、“一出版社”（羊城晚报出版社）以及羊城创意产业园等产业项目。公司地址位于越秀区东山东风东路733号。

## 刊物
- 《羊城晚报》
- 《新快报》
- 《广东建设报》
- 《可乐生活》
- 《羊城体育》
- 《优悦生活》
- 《秋光》

## 企业公司
- 羊城晚报出版社
- 广东金羊发行公司
- 羊城晚报广告公司
- 羊城晚报物业公司